# Motuora Island
Motuora Island ist eine Insel vor der Ostküste der Region des Auckland Councils im Norden der Nordinsel von Neuseeland.

## Geographie
Die Insel befindet sich rund 5 km östlich des Zugangs zum Mahurangi Harbour und rund 15,5 km südöstlich von Warkworth vor der Ostküste des ehemaligen Rodney District. Orewa, eine weitere Stadt an der Küste, liegt in südwestlicher Richtung rund 11 km entfernt. Motuora Island gehört damit noch zum Einzugsgebiet des Hauraki Gulf.
Motuora Island, die sich über eine Fläche von rund 80 Hektar ausdehnt, erstreckt sich über eine Länge von rund 2 km in Südwest-Nordost-Richtung und besitzt eine maximale Breite von rund 600 m in Nordwest-Südost-Richtung. Die höchste Erhebung der Insel befindet sich mit 69 m an der südöstlichen Küste. Die Insel, die zum größten Teil bewaldet ist, liegt rund 3,5 km ostsüdöstlich vom Festland entfernt.
Westlich von Motuora Island liegt in rund 3,4 km Entfernung die schmale Insel Te Haupa Island, die auch Saddle Island genannt wird und nach Norden sind in Entfernungen von 2,4 km bis 2,8 km die Nachbarinseln Motutara Island, Moturekareka Island und Motuketekete Island zu finden.

## Geschichte
Der originale Wald und das Buschland auf der Insel wurde von den Māori und später von den Europäern nahezu zerstört. Lediglich Bäume, wie Pohutukawa und Büsche wie Māhoe und Pittosporum crassifolium in Neuseeland Karo genannt, waren im Klippenbereichen der Küste zu finden. Im Jahr 1990 nahm sich die nördliche Sektion der Royal Forest & Bird Protection Society zusammen mit dem Department of Conservation vor, ein Wiederaufforstungsprogramm zu starten und der Natur wieder mehr Raum zu geben. Dazu wurde 1995 The Motuora Restoration Society gegründet und mit den Arbeiten begonnen. Die Insel ist heute frei von eingeschleppten Raubtieren und einige Tiere, wie der Kiwi und Kolonien von Tölpel konnten u. a. wieder angesiedelt werden.

## Nutzung
Die Insel kann per Boot angefahren werden. Auf ihr befindet sich ein Platz für Camping.